# 怪と幽
『怪と幽』（かいとゆう、KWAI & yoo）は、KADOKAWAが発行するお化けの総合誌。発行ペースは年3回（4月、8月、12月）で、電子版も同時発売されている。また、定期購読者には特典として「怪と幽はみだし通信」が同封される。

## 概要
妖怪マガジン『怪』と怪談専門誌『幽』が合併し、「お化け好きに贈るエンターテインメント・マガジン」として2019年4月24日に創刊。誌面の内容は特集記事の他に小説、漫画、エッセイ、評論研究などが掲載され、前半に『怪』、漫画を挟んで後半は『幽』という構成で作られている。また、京極夏彦、小松和彦、小野不由美、有栖川有栖、諸星大二郎など、主な執筆陣も本誌に移籍した。
当初はスタンスも読者層も異なる両誌の合併について否定的な意見も寄せられたが、創刊後の部数は落ちることなく増加しているという。

## 主な連載

### 小説
- 遠巷説百物語（京極夏彦）
- 了巷説百物語（京極夏彦）
- 営繕かるかや怪異譚（小野不由美）
- 濱地健三郎の事件簿（有栖川有栖）
- 箱庭の巡礼者たち（恒川光太郎）
- 幽霊絵師火狂（近藤史恵）
- 比嘉姉妹シリーズ（澤村伊智）
- 丹吉（松村進吉）
- 海の眼（真藤順丈）

### 漫画
- 夢のあもくん（諸星大二郎）
- 槐と優（諸星大二郎）
- 魔実子さんが許さない（高橋葉介）
- おののけ! くわいだん部（押切蓮介）
- 幻妖能楽集（波津彬子）

### エッセイ・論考など
- 令和画図百鬼
- 芳賀日出男の写真家人生（写真：芳賀日出男・文：芳賀日向）
- 異境日本（佐藤健寿）
- 妖怪少年の日々 アラマタ自伝（荒俣宏）
- 封印された神と妖怪の記憶を発掘する（小松和彦）
- それいけ!妖怪旅おやじ（多田克己・村上健司）
- 文豪たちの幽と怪（東雅夫）
- オハラヒ マジナヒ 実習ノヲト（加門七海）
- とびきり怪談実話
- 研究会レポート最前線

## 刊行リスト
| 号  | 発行日         | 特集                                       | 特集                              | ISBN                   |
| 号  | 発行日         | 特集1                                      | 特集2                             | ISBN                   |
| --- | -------------- | ------------------------------------------ | --------------------------------- | ---------------------- |
| 001 | 2019年04月24日 | 妖怪と、怪談と                             | 巷説百物語Reboot!!                | ISBN 978-4-04-108058-0 |
| 002 | 2019年08月28日 | ムーと怪と幽                               | ムーと怪と幽                      | ISBN 978-4-04-108059-7 |
| 003 | 2019年12月19日 | 妖怪天国 台湾                              | 妖怪天国 台湾                     | ISBN 978-4-04-108060-3 |
| 004 | 2020年04月28日 | こわ～い本 ぼくらはお化けと育った          | こわ～い本 ぼくらはお化けと育った | ISBN 978-4-04-109115-9 |
| 005 | 2020年08月31日 | 次代の探究者たち                           | 小野不由美「ゴーストハント」入門  | ISBN 978-4-04-109116-6 |
| 006 | 2020年12月22日 | 落語・講談・浪曲 伝統話芸のすゝめ          | 落語・講談・浪曲 伝統話芸のすゝめ | ISBN 978-4-04-109117-3 |
| 007 | 2021年04月27日 | LOVE 民話                                  | LOVE 民話                         | ISBN 978-4-04-109671-0 |
| 008 | 2021年08月30日 | 楳図かずおホラーワールド                   | 楳図かずおホラーワールド          | ISBN 978-4-04-109672-7 |
| 009 | 2021年12月21日 | あやしい家                                 | あやしい家                        | ISBN 978-4-04-109673-4 |
| 010 | 2022年04月25日 | 呪術入門                                   | 呪術入門                          | ISBN 978-4-04-111420-9 |
| 011 | 2022年08月31日 | 悪魔くんを求め訴えたり 水木しげる生誕100年 | 営繕かるかや怪異譚                | ISBN 978-4-04-111421-6 |
| 012 | 2022年12月22日 | 鎌倉                                       | 濱地健三郎の事件簿                | ISBN 978-4-04-111422-3 |
| 013 | 2023年04月26日 | 怪奇大特撮                                 | 民俗写真家 芳賀日出男             | ISBN 978-4-04-112528-1 |
| 014 | 2023年08月31日 | 奇想天外 きのこの怪                        | 幽霊と魔術の英国                  | ISBN 978-4-04-112529-8 |
| 015 | 2023年12月22日 | 怪と湯                                     | 怪と湯                            | ISBN 978-4-04-112530-4 |
| 016 | 2024年04月23日 | 陰陽師を知る                               | 京極夏彦「巷説百物語」了          | ISBN 978-4-04-113665-2 |
| 017 | 2024年08月29日 | 怪を語る                                   | 真・女神転生V Vengeance           | ISBN 978-4-04-113666-9 |
| 018 | 2024年12月20日 | 幽玄鉄道                                   | 幽玄鉄道                          | ISBN 978-4-04-113667-6 |
| 019 | 2025年04月28日 | アラマタ伝 ―帝都物語40周年―                | アラマタ伝 ―帝都物語40周年―       | ISBN 978-4-04-115131-0 |

## 関連イベント
- 『怪と幽』創刊記念トークイベント（2019年5月12日、東京堂書店神田神保町店）[2]
- 怪と幽Presents ひどい民話を語る会（2020年9月19日、オンライン開催）[5]
- 怪と幽presents 萬國妖怪博覧会（2021年8月14日、ところざわサクラタウン）[6]